# Kate (film)
Pour les articles homonymes, voir Kate.
Pour plus de détails, voir Fiche technique et Distribution.
Kate est un film américain réalisé par Cédric Nicolas-Troyan et sorti en 2021. Il est diffusé en exclusivité sur Netflix.

## Synopsis
Kate, redoutable tueuse à gages, exécute une mission en apparence très simple à Osaka : abattre un yakuza. Mais lorsqu'une enfant apparait dans le champ, la tueuse — pourtant chevronnée — hésite, mais finalement atteint son objectif. Dix mois plus tard, à Tokyo, Kate explique à son mentor, Varrick, qu'elle songe à raccrocher après avoir mené à bien la mission. C'est alors qu'elle se fait empoisonner au Polonium-204. Elle souffre ainsi d'un syndrome d'irradiation aiguë et découvre qu'elle n'a plus que 24 heures à vivre. C'est le temps qu'il lui reste pour se venger de ceux qui lui ont fait ça. Dans les rues de Tokyo, elle va par ailleurs retrouver l'enfant d'Osaka, Ani.

## Fiche technique
Sauf indication contraire, les informations mentionnées dans cette section peuvent être confirmées par la base de données cinématographiques IMDb,  présente dans la section « Liens externes ».
- Titre original et français : Kate
- Réalisation : Cédric Nicolas-Troyan
- Scénario : Umair Aleem
- Musique : Nathan Barr
- Décors : Dominic Watkins
- Costumes : Audrey Fisher
- Photographie : Lyle Vincent
- Montage : Sandra Montiel et Elísabet Ronaldsdóttir
- Production : David Leitch, Kelly McCormick, Patrick Newall, Bryan Unkeless, 
  - Coproduction : Michael Selby et Anthony J. Vorhies
- Sociétés de production : 87North Productions et Screen Arcade
- Société de distribution : Netflix
- Budget : n/a
- Pays de production :  États-Unis
- Langues originales : anglais, japonais
- Format : couleur - son Dolby Digital
- Genres : action, thriller, aventures
- Durée : 106 minutes
- Dates de sortie[1] :
  - Monde : 10 septembre 2021 (Netflix)
- Classification[2] :
  - États-Unis : R - Restricted
  - France : interdit aux moins de 16 ans[3]

## Distribution
- Mary Elizabeth Winstead (VF : Ingrid Donnadieu) : Kate
- Woody Harrelson (VF : Jérôme Pauwels) : Varrick « V »
- Miku Martineau (VF : Bianca Tomassian) : Ani
- Tadanobu Asano (VF : Swan Demarsan) : Renji
- Jun Kunimura : Kijima
- Michiel Huisman (VF : Stéphane Fourreau) : Stephen
- Miyavi (VF : Vincent de Boüard) : Jojima
- Mari Yamamoto (en) (VF : Bénédicte Bosc) : Kanako
- Kazuya Tanabe : Shinzo
- Cindy Bishop : la mère
- Elysia Rotaru (voix)
- Band-Maid : elles-mêmes

## Production

### Genèse et développement
En octobre 2017, Netflix acquiert les droits d'un scénario d'Umair Aleem intitulé Kate. David Leitch, Kelly McCormick, Bryan Unkeless et Scott Morgan sont annoncés à la production.
En décembre 2018, le Français Cédric Nicolas-Troyan est engagé comme réalisateur.

### Attribution des rôles
En avril 2019, Mary Elizabeth Winstead est annoncée dans le rôle-titre. Elle est rejointe par Woody Harrelson en juillet. En septembre, Michiel Huisman, Tadanobu Asano et Jun Kunimura viennent compléter la distribution. En novembre, il est révélé que tous les membres du groupe de rock féminin Band-Maid apparaitront dans le film.

### Tournage
Le tournage débute le 16 septembre et s'achève le 19 novembre 2019. Il se déroule à Bangkok, à Tokyo et à Los Angeles,.

## Accueil

### Sortie
Kate est diffusé sur Netflix dès le 10 septembre 2021,.

### Critiques
Le film reçoit des critiques mitigées. Sur l'agrégateur américain Rotten Tomatoes, il récolte 41 % d'opinions favorables pour 44 critiques et une note moyenne de 5⁄10. Le consensus du site est le suivant : « Mary Elizabeth Winstead fait un travail captivant dans le rôle titre, mais Kate est un dérivé décevant de nombreux autres films d'assassins féminins ». Sur Metacritic, il obtient une note moyenne de 47⁄100 pour 14 critiques.